# Número de clasificación de pavimento
El número de clasificación de pavimento (del inglés: Pavement Classification Number, PCN) es una norma de la Organización Internacional de Aviación Civil. que se utiliza junto al número de clasificación de aeronaves (ACN) para indicar la resistencia de una pista de aterrizaje, pista de rodaje o rampa de un aeropuerto. Esto ayuda a asegurar que la rampa de aeropuerto no sufre un desgaste excesivo, prolongando así su vida útil y sirve para establecer las restricciones necesarias según el tipo de pista.

## Utilización
Siendo importante este número para la pista de aterrizaje, principalmente lo es para las cabeceras. Durante el aterrizaje el avión va ligero de combustible. Normalmente pesa un 5% menos que durante el despegue. En el despegue el avión es muy pesado, pero este peso pasa gradualmente del tren de aterrizaje a las alas durante la maniobra. Durante  las maniobras de carga del avión y los desplazamientos antes de la salida es cuando el pavimento experimenta significativos esfuerzos causados por el peso del avión.
Normalmente se usa en pistas de asfalto u hormigón y no es frecuente hacerlo en pistas de hierba o grava.

## Como funciona
El PCN se expresa como un código de cinco partes, separadas por barras, que describen el tipo de pavimento como por ejemplo 80/R/B/W/T (ver tablas):
- El primer valor es un valor numérico que indica la resistencia tasada del pavimento y, por tanto, el "Número de Clasificación de Aeronaves" (ACN) admisible.

- El segundo valor es una letra: "R" o "F" y depende de si se trata de un pavimento rígido (hormigón) o flexible (asfalto).

- El tercer valor es otra letra: de "A" a "D" en función de la resistencia de la base existente bajo el pavimento. "A" representa una gran resistencia (posiblemente una base de hormigón armado) y una "D" representa una resistencia débil, posiblemente suelo no comprimido.

- El cuarto valor es otra letra que indica la presión máxima de los neumáticos que puede soportar el pavimento.

- El quinto valor describe el método de cálculo del primer valor del PCN, según si la evaluación se ha realizado técnica o prácticamente.

| Tipo                                         | Código |
| -------------------------------------------- | ------ |
| Pavimento rígido (hormigón, cemento)         | R      |
| Pavimento flexible (asfalto, tierra, hierba) | F      |

| Resistencia | Código |
| ----------- | ------ |
| Alta        | A      |
| Media       | B      |
| Baja        | C      |
| Muy baja    | D      |

| Presión admisible | Presión máxima en MPa (psi)    | Código |
| ----------------- | ------------------------------ | ------ |
| Ilimitado         | Sin límite (cualquier presión) | W      |
| Alta              | 1.75 MPa (254 psi)             | X      |
| Media             | 1.25 MPa (181 psi)             | Y      |
| baja              | 0.5 MPa (73 psi)               | Z      |

| Método            | Código |
| ----------------- | ------ |
| Análisis técnico  | T      |
| Análisis práctico | U      |

## Ejemplo
Para una pista con PCN 40/F/A/X/T, las características serían: 
| 40                  | F                  | A                | X            | T                |
| ------------------- | ------------------ | ---------------- | ------------ | ---------------- |
| ACN máximo aceptado | pavimento flexible | resistencia alta | presión alta | análisis técnico |